# Banda lombarda

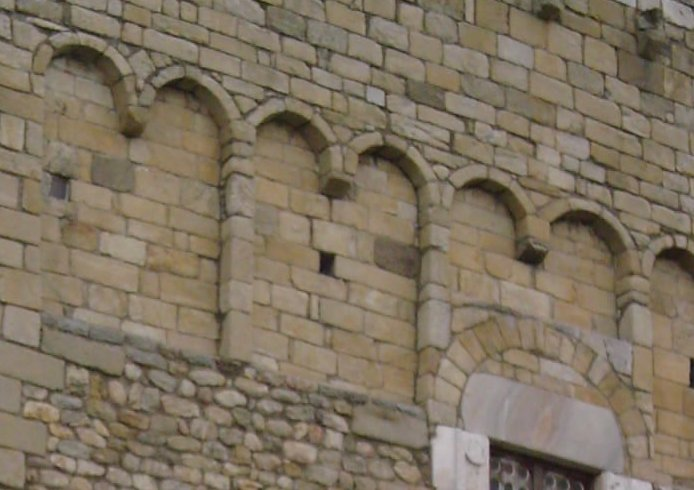
Bandas lombardas en la fachada de Saint-André de Sorède (Pirineos Orientales)

Iglesia de San Juan de Busa (antiguo Reino de Aragón)

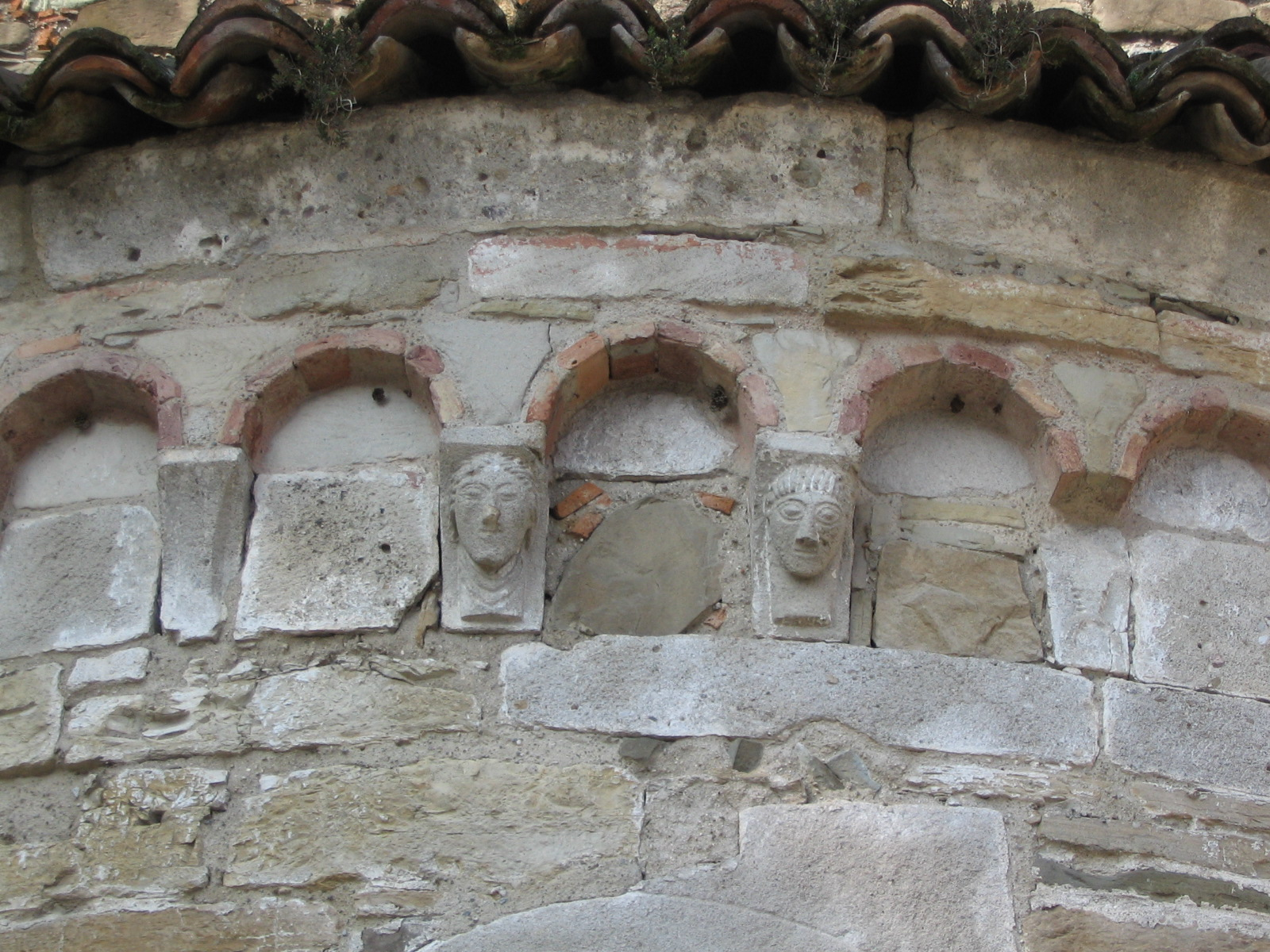
Banda lombarda en la Basílica de Santa Giulia, Italia septentrional.

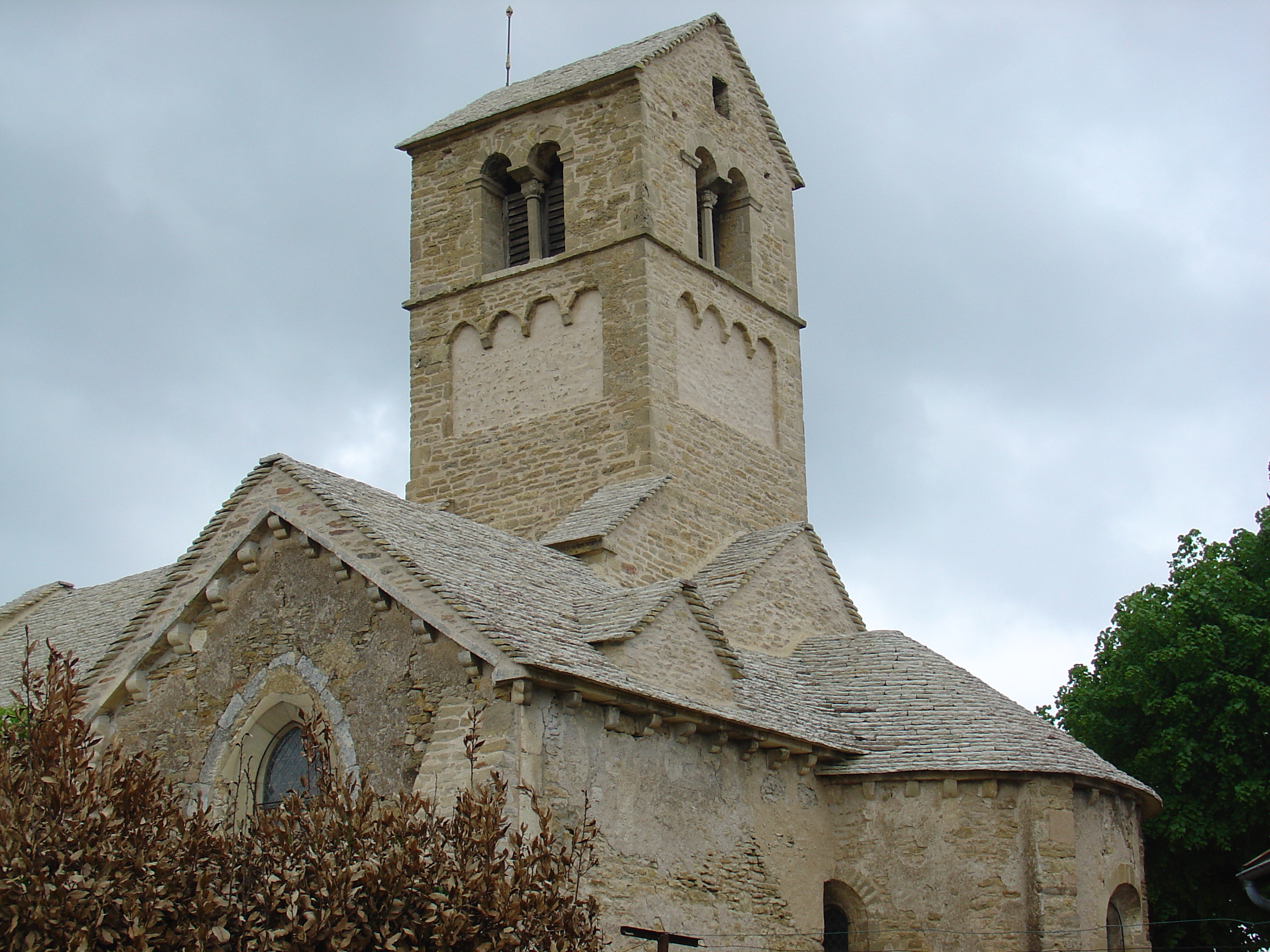
La capilla de Domange en Igé cuya campanario cuadrado tiene puertas de arcadas lombardas

Una banda lombarda es un elemento arquitectónico (tipo de pilastra) constituido por una arcada ciega ornamental, generalmente sobre paramentos exteriores, que es característica de la arquitectura románica y, en particular del primer románico meridional, aunque también fueron usadas en la arquitectura gótica. Generalmente se hacían en fábricas de piedra, aunque también hay ejemplos de fábricas de ladrillo.
Está compuesta por una secuencia de pilastras de poca proyección (también llamadas lesenas) repetidas a intervalos regulares en las paredes de fachadas, campanarios o ábsides, y que se conectan en la parte superior por un friso de arcadas ciegos de medio punto. Las bandas lombardas, al menos inicialmente, desempeñaron un papel de rigidización de la pared (y no, como los contrafuertes, que regruesan los muros, un papel de sustento). Por su ligereza y simplicidad, las bandas lombardas son principalmente un elemento decorativo.
El término «lombardo» muestra el origen de estos motivos. El arte románico, nacido en Lombardía —Italia del Norte— probablemente franqueó los Alpes al mismo tiempo que los arquitectos, maestros canteros y sus compañeros de trabajo.
Se cree que las bandas lombardas podrían haber sido utilizadas por primera vez a principios del siglo XI. En ese momento eran el motivo decorativo arquitectónico más común en las fachadas exteriores en Lombardía, Borgoña, Aragón y Cataluña. Se han sugerido que el origen de las bandas lombardas serían los arcos de los primeros edificios cristianos de Rávena, como el Mausoleo de Gala Placidia.